# Tutto finì alle sei
Tutto finì alle sei (I Died a Thousand Times) è un film noir diretto da Stuart Heisler. Vi recitano Jack Palance, Shelley Winters, Lee Marvin, Lon Chaney Jr.
Si tratta di un rifacimento del film Una pallottola per Roy, basato su un romanzo di W. R. Burnett.

## Trama
Roy Earle, rapinatore di banche di lungo corso, vuole compiere la sua ultima rapina prima di ritirarsi. Fatto evadere dalla prigione dal boss Big Mac, Earle pianifica il colpo a un resort hotel. I suoi complici sono Babe, Red e Louis Mendoza. Ad accompagnarli c'è Marie, una ballerina che Babe ha incontrato. Marie s'innamora di Earle, che però è più interessato a Velma, figlia di un fattore di cui è amico da molto tempo. Earle, deciso a usare la sua parte per aiutare Velma che deve essere operata, procede con la rapina ma è ostacolato dall'inettitudine della sua banda, il tradimento dei successori di Big Mac e dalla volubile Velma. Con la sempre fidata Marie al suo fianco, Earle tenta allora una fuga disperata nell'High Sierra, ma per lui il fato è avverso.